# Михаел Гайер
Михаел Ернст Антон Гайер (на немски: Michael Ernst Anton Geier) е дипломат на Германия.
- Посланик в България (2006 – 2009).
- Посланик в Южна Корея (2003 – 2006).
- Посланик в Буркина Фасо (1985 – 1988).

Завършва право през 1972 г.